# Parafia Chrystusa Króla w Pabianicach
Parafia pw. Chrystusa Króla Wszechświata w Pabianicach – parafia rzymskokatolicka znajdująca się w archidiecezji łódzkiej w dekanacie pabianickim.  Erygowana w 1989. Mieści się przy ulicy Karniszewickiej.